# 阿邬语
阿邬语（自称：lu33 ju33 za33）是一种在中国云南省元阳县大坪乡小坪子为中心使用的彝语。(Lu & Lu 2011).

## 分类
修至诚(2017)认为阿邬语和云南省新平彝族傣族自治县拉邬语有关，两者都属于拉邬语群。语言学证据支持阿邬人祖先从西北方迁徙到红河河谷，并顺流而下抵达现居地。已灭绝语言乐舞语可能和它有关。

## 名称
阿邬人认为他们不同于包括糯比人在内的哈尼族, 是一个独立的民族。但阿邬人被中国政府划为哈尼族的一支。糯比人自称xa31 ni31。阿邬人认为他们在文化上更接近苦聪话使用者，这种语言和拉祜语密切相关(Lu & Lu 2011:23)。
阿邬人自称lu33 ju33 za33，糯比人称他们为la31 wu33 za31。

## 分布
阿邬语也分布在江城哈尼族彝族自治县和金平苗族瑶族傣族自治县。Pelkey (2011:454)称其为拉邬彝语，并称其分布在勐腊乡和金平县的其他几个邻近地方。金平县民族志 (2013:101)称呼这种语言为老乌(自称：老涌)，截至2005年分布在老集寨、老勐、营盘和勐拉等乡(共29个村)，包含2,222户的9,342人。
在云南南部阿邬语(a55 ɣu55 pho21)位于蒙自、元阳南沙、大乌寨和金平团结小寨。